# Yueyaquan
Yueyaquan (kinesiska: 月牙泉) är en köping i nordvästra Kina. Den ligger i Dunhuang i staden Jiuquan i provinsen Gansu, omkring 920 kilometer nordväst om provinshuvudstaden Lanzhou. Antalet invånare är 9 977. Befolkningen består av 4 905 kvinnor och 5 072 män. Barn under 15 år utgör 17,0 %, vuxna 15-64 år 75 %, och äldre över 65 år 6,0 %. Köpingen bildades 2019 genom en ombildning av Yangjiaqiao (杨家桥) xiang (socken).